# Societat Americana de Matemàtiques
La Societat Americana de Matemàtiques (sigles en anglès AMS) està dedicada als interessos de la recerca i patrocini de les matemàtiques, que fa amb diverses publicacions i conferències així com premis monetaris anuals als matemàtics.
La societat advoca per l'ús del programa de composició de tipus TeX al insisitir que les contribucions es facin en els seus propis paquets AMS-TeX o AMS-LaTeX.
La AMS és un dels quatre membres de la Joint Policy Board for Mathematics (JPBM).

## Història
Impressionat per visita realitzada a la Societat Londinenca de Matemàtica (London Mathematical Society), Thomas Scott Fiske va fundar l'any de 1888 la New York Mathematical Society. John Howard Van Amringe va ser el seu primer president i Fiske el seu primer secretari. Ràpidament, la societat va decidir publicar una revista, el Bulletin of the New York Mathematical Society, amb Fiske com a editor en cap.
El juliol de 1894 la societat es va convertir en una entitat nacional i va ser reorganitzada amb el seu present nom. Actualment, la Societat Americana de Matemàtiques compta amb 30.000 membres en 130 països.

## Premis
La Societat Nord-americana de Matemàtica concedeix el Premi Oswald Veblen en Geometria.
El Premi Ruth Lyttle Satter de Matemàtiques, també conegut com el Premi Satter és un guardó que la American Mathematical Society concedeix a una dona cada dos anys com a reconeixement a una contribució excepcional en la recerca matemàtica produïda durant els sis anys anteriors, amb una retribució de 5.000 $.